# Seibert (Colorado)
Seibert es un pueblo ubicado en el condado de Kit Carson en el estado estadounidense de Colorado. En el año 2010 tenía una población de 181 habitantes y una densidad poblacional de 226,25 personas por km².

## Geografía
Seibert se encuentra ubicada en las coordenadas 39°17′58″N 102°52′13″O / 39.29944, -102.87028.

## Demografía
Según la Oficina del Censo en 2000 los ingresos medios por hogar en la localidad eran de $24,583, y los ingresos medios por familia eran $32,083. Los hombres tenían unos ingresos medios de $30,000 frente a los $12,500 para las mujeres. La renta per cápita para la localidad era de $16,806. Alrededor del 13,3% de la población estaban por debajo del umbral de pobreza.